# Détroit de Guimaras
Le détroit de Guimaras est un détroit de la région des Visayas occidentales aux Philippines, reliant la mer de Visayan au golfe de Panay et, au-delà, à la mer de Sulu. Au nord et à l’ouest se trouvent les îles Panay et Guimaras, tandis que l’île Negros est au sud et à l’est. Bacolod est un port maritime majeur sur le détroit, qui permet également d’accéder au port d’Iloílo via le détroit d'Iloílo.

## Espèces marines
Le détroit de Guimaras est une zone de pêche importante aux Philippines, avec une production annuelle moyenne de 50 000 tonnes. La partie nord est particulièrement connue pour le crabe bleu, un produit d’exportation de premier plan.
D’autres espèces présentes dans le détroit comprennent le barracuda, la cavalla, les palourdes, les coques, la carangue crevalle, le dauphin, la plie, le poisson volant, le fusilier, les Ambassidae, les rougets, le gobie, le mérou, la carangue, la méduse, le poisson lézard, la tortue marine, le poisson-lait, les Gerreidae, le poisson-lune, les murènes, mulets, moules, coquilles Saint-Jacques, huîtres, carangues, bar, poisson-chat marin, concombre de mer, perches de mer, oursins, macroalgues, aloses, drepanes, sigans, sillago, Sap-sap, vivaneaux, Ephippidae, éponges, poissons-chirurgiens, Alectis et labres,.

## Problèmes environnementaux
La marée noire de Guimaras, survenue dans le golfe de Panay le 11 août 2006, a gravement affecté l’industrie de la pêche. Au cours de ce déversement, considéré comme le pire des Philippines, le pétrolier M/T Solar 1 a coulé lors d’une violente tempête, déversant quelque 500 000 litres de pétrole, qui a formé une nappe de pétrole qui a dérivé dans le détroit. Ce déversement fait suite à un autre en décembre 2005, lorsqu’un navire à passagers s’est échoué dans le détroit. Il a déversé 360 000 litres de mazout, polluant quelque 40 kilomètres de côtes et 230 hectares de forêts vierges de mangroves.
Outre ces marées noires, les écosystèmes du détroit de Guimaras souffrent également du développement côtier rapide et de la surpêche. L’augmentation des populations urbaines et des transports provoque des pressions anthropiques, tandis que la pêche au filet maillant a dépassé le rendement maximal durable depuis 1999.